# Tiffany Williams
Tiffany Williams, född den 5 februari 1983 i Miami som Tiffany Ross, är en amerikansk friidrottare som tävlar i häcklöpning.
Williams deltog vid junior-VM 2002 där hon slutade fyra på 400 meter häck. Hon var även med i stafettlaget över 4 x 400 meter vid inomhus-VM 2006 som slutade på andra plats.
Hon var i final vid VM 2007 där hon slutade på sjunde plats och vid Olympiska sommarspelen 2008 blev hon åtta.

## Personliga rekord
- 400 meter häck - 53,28